# Homoneura patelliformis
Homoneura patelliformis is een vliegensoort uit de familie van de Lauxaniidae. De wetenschappelijke naam van de soort is voor het eerst geldig gepubliceerd in 1895 door Becker.